# 1 Brygada Strzelców im. Atamana Iwana Sirki
1 Brygada Strzelców im. Atamana Iwana Sirki – oddział piechoty Armii Ukraińskiej Republiki Ludowej.

## Formowanie i zmiany organizacyjne
W wyniku rozmów atamana Symona Petlury z naczelnikiem państwa i zarazem naczelnym wodzem wojsk polskich Józefem Piłsudskim prowadzonych w grudniu 1919, ten ostatni wyraził zgodę na tworzenie ukraińskich jednostek wojskowych w Polsce.
Rozkazem dowódcy 5 Chersońskiej Dywizji Strzelców nr 131/5 z 31 maja zapasowy kureń piechoty brygady zapasowej został przekształcony w brygadę strzelców im. Atamana Iwana Sirki. Po wycofaniu się armii ukraińskiej za Zbrucz wielu zmobilizowanych szeregowych uciekło z brygady, przez co znacznie zmniejszyła się jej liczebność i wartość bojowa. Pod koniec sierpnia 1920, w związku z masowymi dezercjami żołnierzy z Galicji, Brygada faktycznie przestała istnieć jako jednostka bojowa. W takich warunkach cały jej stan osobowy, który pozostał w szeregach Armii URL, został skierowany do nowo utworzonej 13 Brygady Strzelców.

## Struktura organizacyjna
Organizacja brygady w sierpniu 1920
- dowództwo i sztab
- oddział zaopatrzenia
- kureń strzelców
- kureń strzelców

## Żołnierze oddziału
| Dowództwo jednostki      |                        |       |
| Stopień, imię i nazwisko | Okres pełnienia służby | Uwagi |
| Dowódcy pułku            |                        |       |
| sot. Toma Humeniuk       | 31 V–21 VII            |       |
| sot. Bakowycz            | 21VII– 29 VIII         |       |
| Szef sztabu              |                        |       |
| por. Seweryn Bajhert     | 10 VI –29 VIII         |       |